# تسوری گوشی
تسوری گوشی (به ژاپنی: 釣腰)-(به انگلیسی: Tsuri goshi) یکی از فنون و تکنیک‌های دستهٔ ناگه-وازا رشتهٔ ورزشی جودو است که در زیردستهٔ کوشی-وازا دسته‌بندی می‌شود.